# Haritalodes derogata
Haritalodes derogata is een vlinder uit de familie van de grasmotten (Crambidae). De wetenschappelijke naam van deze soort is voor het eerst gepubliceerd in 1775 door Johan Christian Fabricius.

## Verspreiding
De soort komt voor in het Afrotropisch gebied, het Oriëntaals gebied, het Australaziatisch gebied en het Verre Oosten.

## Waardplanten
De rups leeft op de volgende waardplanten.
- Abelmoschus esculentus (Malvaceae)
- Alcea rosea (Malvaceae)
- Gossypium sp. (Malvaceae)
- Hibiscus rosa-sinensis sp. (Malvaceae)
- Hibiscus columnaris (Malvaceae)
- Hibiscus esculentus (Malvaceae)
- Hibiscus tiliaceus (Malvaceae)
- Ochroma pyramidale (Malvaceae)
- Pavonia sp. (Malvaceae)
- Sida sp. (Malvaceae)
- Thespesia danis (Malvaceae)
- Urena lobata (Malvaceae)
- Glycine max (Fabaceae)
- Ziziphus mauritiana (Rhamnaceae)
- Ziziphus jujuba (Rhamnaceae)

## Parasieten
De volgende Ichneumonidae-soorten parasiteren op Haritalodes derogata.
- Enicospilus dolosus
- Trathala flavoorbitalis
- Venturia canescens
- Xanthopimpla punctata
- Xanthopimpla stemmator